# 나팔귀박쥐속
나팔귀박쥐속(Phoniscus)은 애기박쥐과에 속한 박쥐 속이다. 4종으로 이루어져 있다.

## 특징
작은 박쥐로 전완장은 31~42mm이고 몸무게는 최대 11g이다.

## 분포
동양구의 필리핀과 뉴기니섬에 널리 분포한다.

## 하위 종
- 아이로사나팔귀박쥐 (P. aerosa)
- 아트록스나팔귀박쥐 (P. atrox)
- 페테르스나팔귀박쥐 (P. jagorii)
- 파푸아나팔귀박쥐 (P. papuensis)